# Вейн (округ, Джорджія)
Шаблон:StateAbbr_ 31°33′ пн. ш. 81°55′ зх. д. / 31.55° пн. ш. 81.91° зх. д.
Округ  Вейн (англ. Wayne County) — округ (графство) у штаті  Джорджія, США. Ідентифікатор округу 13305.

## Історія
Округ утворений 1803 року.

## Демографія
За даними перепису 
2000 року 
загальне населення округу становило 26565 осіб, зокрема міського населення було 12738, а сільського — 13827.
Серед мешканців округу чоловіків було 13816, а жінок — 12749. В окрузі було 9324 домогосподарства, 6937 родин, які мешкали в 10827 будинках.
Середній розмір родини становив 3,06.
Віковий розподіл населення поданий у таблиці:
| Стать    | До 15 років | 15-21 | 22-29 | 30-39 | 40-49 | 50-65 | 65-85 | Понад 85 |
| -------- | ----------- | ----- | ----- | ----- | ----- | ----- | ----- | -------- |
| Чоловіки | 2944        | 1248  | 1589  | 2331  | 2197  | 2212  | 1206  | 89       |
| Жінки    | 2736        | 1277  | 1309  | 1822  | 1823  | 2060  | 1525  | 197      |

## Суміжні округи
- Теттнолл — північ
- Лонг — північний схід
- Макінтош — схід
- Глінн — південний схід
- Брентлі — південь
- Пієрс — південний захід
- Апплінг — північний захід

## Виноски
1. ↑  U.S. Decennial Census. United States Census Bureau. Архів оригіналу за 19 липня 2018. Процитовано 27 червня 2014.
2. ↑  Historical Census Browser. University of Virginia Library. Архів оригіналу за 16 серпня 2012. Процитовано 27 червня 2014.
3. ↑  Population of Counties by Decennial Census: 1900 to 1990. United States Census Bureau. Архів оригіналу за 2 лютого 2019. Процитовано 27 червня 2014.
4. ↑  Census 2000 PHC-T-4. Ranking Tables for Counties: 1990 and 2000 (PDF). United States Census Bureau. Архів оригіналу (PDF) за 18 грудня 2014. Процитовано 27 червня 2014.
5. ↑  State & County QuickFacts. United States Census Bureau. Архів оригіналу за 5 вересня 2015. Процитовано 27 червня 2014.(англ.) Наведено за англійською вікіпедією.
6. ↑  American FactFinder. Бюро перепису населення США. Архів оригіналу за 26 лютого 2012. Процитовано 31 січня 2008.

| США | Це незавершена стаття з географії США. Ви можете допомогти проєкту, виправивши або дописавши її. |